# Vuelo 861 de GP Express
El vuelo 861 de GP Express, del aeropuerto internacional Hartsfield-Jackson en Atlanta al aeropuerto Metropolitano de Anniston en Anniston (Alabama), se estrelló durante la fase de aterrizaje sobre las 8:04 a. m. CDT el 8 de junio de 1992. El Beechcraft Model 99 que lo operaba transportaba a cuatro pasajeros y dos tripulantes a bordo.  Sobrevivieron tres personas, aunque dos pasajeros y el capitán fallecieron a causa de las lesiones.

## Accidente
El vuelo 861 de GP Express Airlines estaba previsto que operarse de Atlanta a Tuscaloosa (Alabama), con parada intermedia en Anniston. El aparato operaba como vuelo de obligación de servicio público del Departamento de Transporte. En Atlanta, embarcaron cuatro pasajeros y seis maletas de las quince plazas disponibles. Durante el vuelo, los problemas de los intercomunicadores crearon dificultades de comunicación entre los tripulantes. Además, la tripulación se encontró con problemas en una de las baterías y con el sistema de propulsión. Durante la aproximación a Anniston, se creó confusión en cabina entre la posición del avión y el curso correcto a Anniston. Aunque se planteó una aproximación visual, previamente se debía realizar una aproximación por sistema instrumental de aterrizaje a la pista 5 de Anniston. La tripulación experimentó dificultades en establecer la senda de planeo de la pista 5 y se discutieron las altitudes mínimas de decisión y de aproximación frustrada justo antes de impactar con las copas de los árboles situados a unas 7,5 millas al norte del aeropuerto de Anniston en condiciones de niebla y nubes bajas. El avión quedó totalmente destruido en el impacto y posterior incendio.
Tras el accidente en Stanley Hill a unas 150 yardas al sureste del barrio de Fort McClellan, los supervivientes abandonaron el avión cuando el fuego ya se había iniciado. El superviviente Sargento Dennis Lachut de Fort Lewis, Washington, caminó tres millas desde el lugar del accidente a través de taludes y terreno escabroso, siendo recogido por una camioneta que lo vio, trasladándolo a una vivienda cercana. El director del aeropuerto de Anniston fue notificado por GP Express de que el avión no había aterrizado once minutos después del momento del accidente; sin embargo, esta información no fue transmitida a los equipos de rescate. El rescate no se inició hasta que el sargento Lachut dirigió a los rescatadores al lugar del accidente, pasado el mediodía. Los rescatistas llegaron al lugar a las 2:15 p. m. y evacuaron a los supervivientes restantes en vehículos al Northeast Alabama Regional Medical Center en Anniston. Las fuertes precipitaciones hicieron difíciles los desplazamientos, reduciendo la luz disponible, aunque también provocó una rápida extinción del fuego posterior al accidente, haciendo que el humo alertase a las autoridades de una ubicación más aproximada.

## Investigación
Los hallazgos de la investigación llevada a cabo por la Oficina Nacional de Seguridad en el Transporte (NTSB) fueron presentados el 2 de marzo de 1993. En conclusión mostraba la desorientación sufrida por la tripulación, que mostró inseguridad con los servicios proporcionados por el control de tráfico aéreo o con su posición, iniciando una aproximación a la pista 5 a una velocidad y alturas excesivas sin completar los procedimientos de aproximación publicados. A pesar de la situación crítica de la tripulación, el informe concluye que la causa probable del accidente fue  
el fallo del director de  GP Express en proporcionar un entrenamiento adecuado y el apoyo operacional para el comienzo de las operaciones en el sur, que resultó en la asignación de un capitán inadecuadamente preparado junto con un primer oficial relativamente inexperto, así como el fallo de la tripulación en usar los procedimientos de vuelo instrumental aprobados, que resultó en una pérdida de control de la situación y del control del terreno. Un factor decisivo del accidente fue el fallo de GP Express’ en proporcionar cartas de aproximación a cada piloto y de establecer unos criterios de aproximación estabilizada. Otros factores contribuyentes fueron la falta de coordinación entre la tripulación y una inversión de roles entre capitán y primer oficial.